# Universidade Rennes II
A Universidade Rennes II  (em francês, Université Rennes 2, antes denominada Université de Haute Bretagne e Université Rennes 2 Haute-Bretagne) é uma das duas universidades de Rennes, França. Foi criada em 1969, mediante a reestruturação da Faculdade de Letras de Rennes, fundada em 1810.
A universidade se especializou nas áreas de Letras, Ciências Humanas e Sociais, Esportes, Artes e Comunicação. Tinha cerca de 24.000 alunos em janeiro de 2016, dos quais 3.000 estrangeiros, distribuídos em seus campi Villejean, La Harpe e Ker Lann, situados em Rennes, e Mazier, localizado em Saint-Brieuc.
É o maior polo de pesquisa e ensino na área de Ciências Humanas e Sociais do oeste da França. Os dois outros grandes centros de pesquisa e ensino da região, nessas áreas são a Universidade de Nantes  e a Universidade de Angers. 
O campus está situado no bairro de Villejean, área do grande projeto urbanístico concebido e  pela equipe do arquiteto Louis Arretche.